# بروکس ماچک
بروکس ماچک (انگلیسی: Brooks Macek؛ زادهٔ ۱۵ مهٔ ۱۹۹۲) بازیکن هاکی روی یخ اهل آلمان است.